# Anthophora freimuthi
Anthophora freimuthi är en biart som beskrevs av Fedtschenko 1875. Anthophora freimuthi ingår i släktet pälsbin, och familjen långtungebin. Inga underarter finns listade i Catalogue of Life.